# Slieve Donard

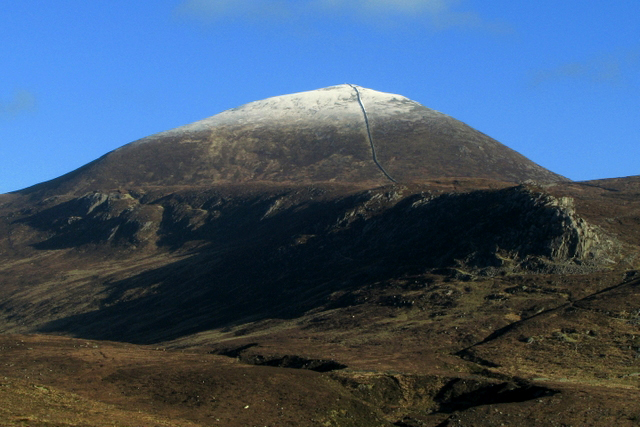
Slieve Donard.

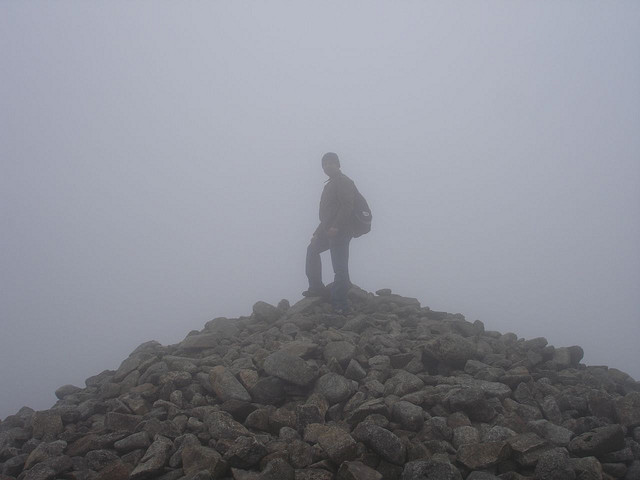
Bergsbestigare på toppen av Slieve Donard.

Slieve Donard (iriska: Sliabh Domhanghairt, Sliabh Dónairt i modern stavning) är Nordirlands högsta berg med en högsta topp på 825 meter över havet. Berget ligger vid den lilla staden Newcastle vid östkusten, vid kanten av Mournebergen endast tre kilometer från havet. Från berget finns en fantastisk utsikt över havet och vid gott väder även bort till Belfast. Berget sägs vara väldigt lättbestiget även om det kan vara väldigt krångligt på vissa ställen. En av sevärdheterna på berget är Mournemuren som löper ifrån dess södra till västra kant.
Berget har fått sitt namn av Saint Domhanghart.